# Historia de la arquitectura

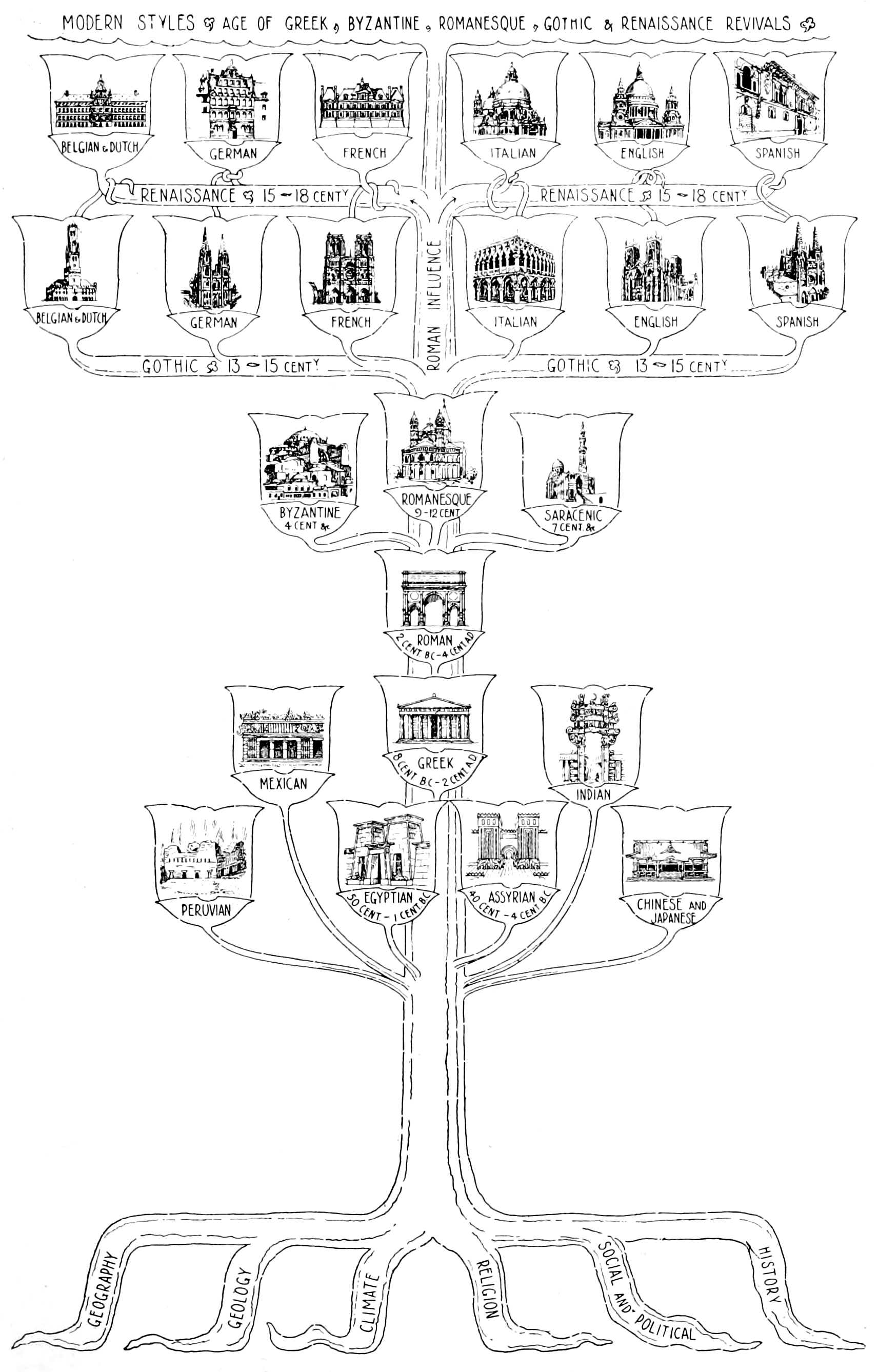
El árbol de la arquitectura

La historia de la arquitectura es la rama de la historia del arte que estudia la evolución histórica de la arquitectura, sus principios, ideas y realizaciones. Esta disciplina, así como cualquier otra forma de conocimiento histórico, está sujeta a las limitaciones y fortalezas de la historia como ciencia: existen diversas perspectivas en relación con su estudio, la mayor parte de las cuales son occidentales. En la mayoría de los casos —aunque no siempre— los periodos estudiados corren paralelos a los de la historia del arte y existen momentos en que las ideas estéticas se superponen o se confunden.
En la antigüedad, los primeros refugios utilizados por el ser humano (Homo erectus) solían ser temporales y móviles debido al estilo de vida nómada de aquella época. Los campamentos se construían con materiales ligeros y de fácil transporte: huesos, cueros, madera, etc. En Chichibu, Japón, se descubrieron agujeros para postes en una capa de ceniza volcánica que datan de hace 500 000 años. Mientras que en Francia se hallaron líneas de piedra que servían de base para estructuras de palos que datan de hace 400 000 años. El abrigo, como construcción predominante en las sociedades primitivas, será el elemento principal de su organización espacial, varios teóricos de la arquitectura en momentos diversos de la historia (Vitruvio en la antigüedad, Leon Battista Alberti en el Renacimiento, y Joseph Rykwert más recientemente) evocaron el mito de la choza primitiva. Este mito, con variantes según la fuente, postula que el ser humano recibió de los dioses la sabiduría para la construcción de su abrigo, configurado como una construcción de madera compuesta por cuatro paredes y un tejado a dos aguas.

## Historia de la arquitectura occidental
Las primeras grandes obras de arquitectura remontan a la antigüedad, pero es posible trazar los orígenes del pensamiento arquitectónico en periodos prehistóricos, cuando fueron erigidas las primeras construcciones humanas.
Durante la prehistoria surgen los primeros monumentos y el hombre comienza a dominar la técnica de trabajar con la piedra.
El surgimiento de la arquitectura está asociado a la idea de abrigo. El abrigo, como construcción predominante en las sociedades primitivas, será el elemento principal de la organización espacial de diversos pueblos. Este tipo de construcción puede ser observado aún en sociedades no integradas totalmente a la civilización occidental, tal como los pueblos amerindios, africanos y aborígenes, entre otros. La presencia del concepto de abrigo en el inconsciente colectivo de estos pueblos es tan fuerte que marcará la cultura de diversas sociedades posteriores: varios teóricos de la arquitectura en momentos diversos de la historia (Vitruvio en la antigüedad, Leon Battista Alberti en el Renacimiento, y Joseph Rykwert más recientemente) evocaron el mito de la cabaña primitiva. Este mito, con variantes según la fuente, postula que el ser humano recibió de los dioses la sabiduría para la construcción de su abrigo, configurado como una construcción de madera compuesta por cuatro paredes y un tejado de dos aguas.

### Prehistoria
La arquitectura prehistórica se entiende como un medio de expresión y construcción primitivo que empezó a generar pensamientos de creencias sobre las culturas primitivas. Se denomina a los primeros hitos conservados de la incipiente arquitectura.
- Construcciones megalíticas.. del griego megas, grande y lithos piedra; constan de enormes losas pétreas sin tallar, o escasamente desbastadas, verticales y horizontales, adinteladas, apoyadas, nunca unidas con mortero, ni con ningún tipo de aparejo.
- Construcciones ciclópeas, así llamadas por haberlas atribuido los antiguos griegos a unos gigantes fabulosos llamados cíclopes; se constituyeron con aparejo sencillo de piedras, en parte escuadradas, o sin escuadrar, aunque desbastadas, y de menor volumen que las megalíticas, utilizando algunas veces mortero arcilloso para conformar muros y paramentos.

Las primeras surgieron en el Neolítico, continuado en las primeras épocas de la Edad del Cobre. Las segundas pertenecen a las edades del cobre, bronce o del hierro.
Pertenecientes a la primitiva arquitectura popular se conocen diversas construcciones que sirvieron de casa, o morada temporal, a nuestros antepasados desde los tiempos más remotos. Tales son:
- Cabañas o chozas, formada por entramados de ramaje,
- Grutas o cavernas, artificiales o naturales pero acomodada por la mano del hombre a sus propios usos
- Palafitos o habitaciones lacustres de madera levantados sobre pilotes clavados en el fondo de un lago o zona pantanosa. Los palafitos más notables, por su extensión y número, se han encontrado en los lagos de Suiza, cubriendo en el de Ginebra una superficie de 150.000 metros cuadrados. En España, se han hallado restos de tales viviendas en las inmediaciones de Betanzos y en otras localidades de Galicia, al igual que en las cercanías de Olot (Gerona), Bolbaite y Chella (Valencia). Este tipo de viviendas se atribuyen a la época neolítica y tenían por objeto la defensa contra los animales salvajes.
- Crannógs, propios de Irlanda, habitáculos lacustres a modo de islotes, sin dejar pasar el agua por debajo de ellas
- Terramaras, descubiertos en Italia, chozas de madera y arcilla en sitios pantanosos. Con dichas construcciones que se relacionan en los paraderos o kiokenmodingos (voz danesa que significa restos de hogar), llamados en español concheros, que son montículos conformados por depósitos de conchas, restos de ceniza, carbón, huesos, piedras y fragmentos de cerámica tosca, muy abundantes en Dinamarca, también hallados en otras regiones

### Antigüedad

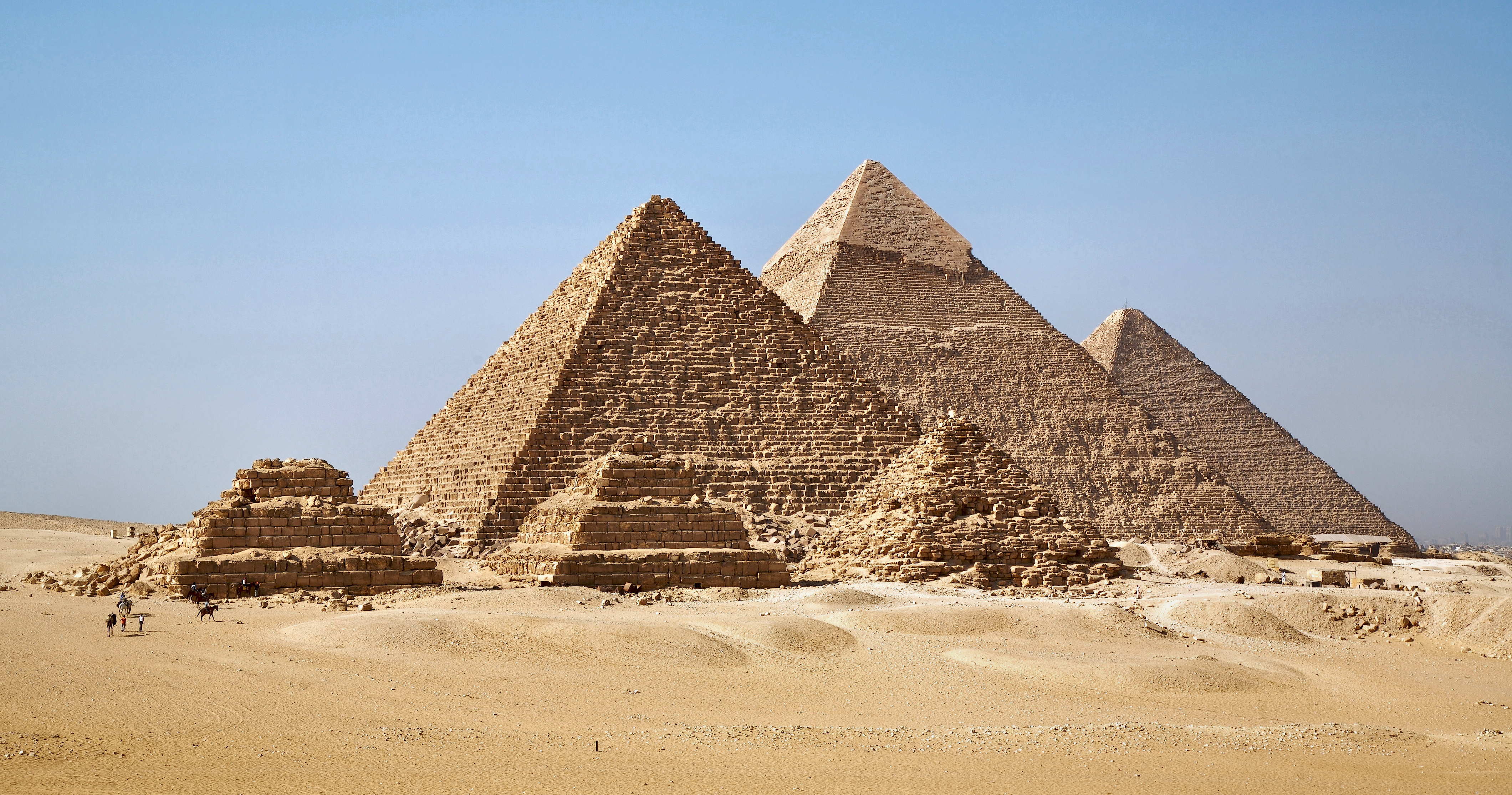
Las tres grandes pirámides: pirámide de Micerinos, pirámide de Kefrén y pirámide de Keops. En primer término están las denominadas pirámides de las reinas.

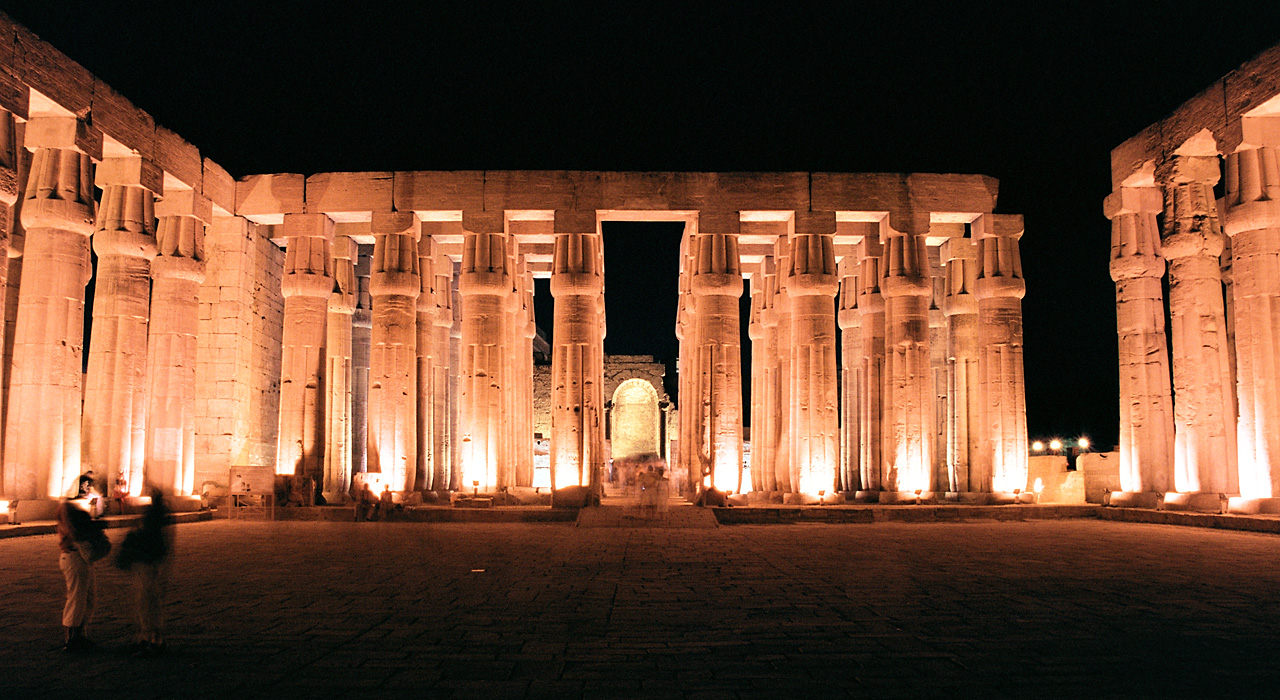
Templo de Luxor.

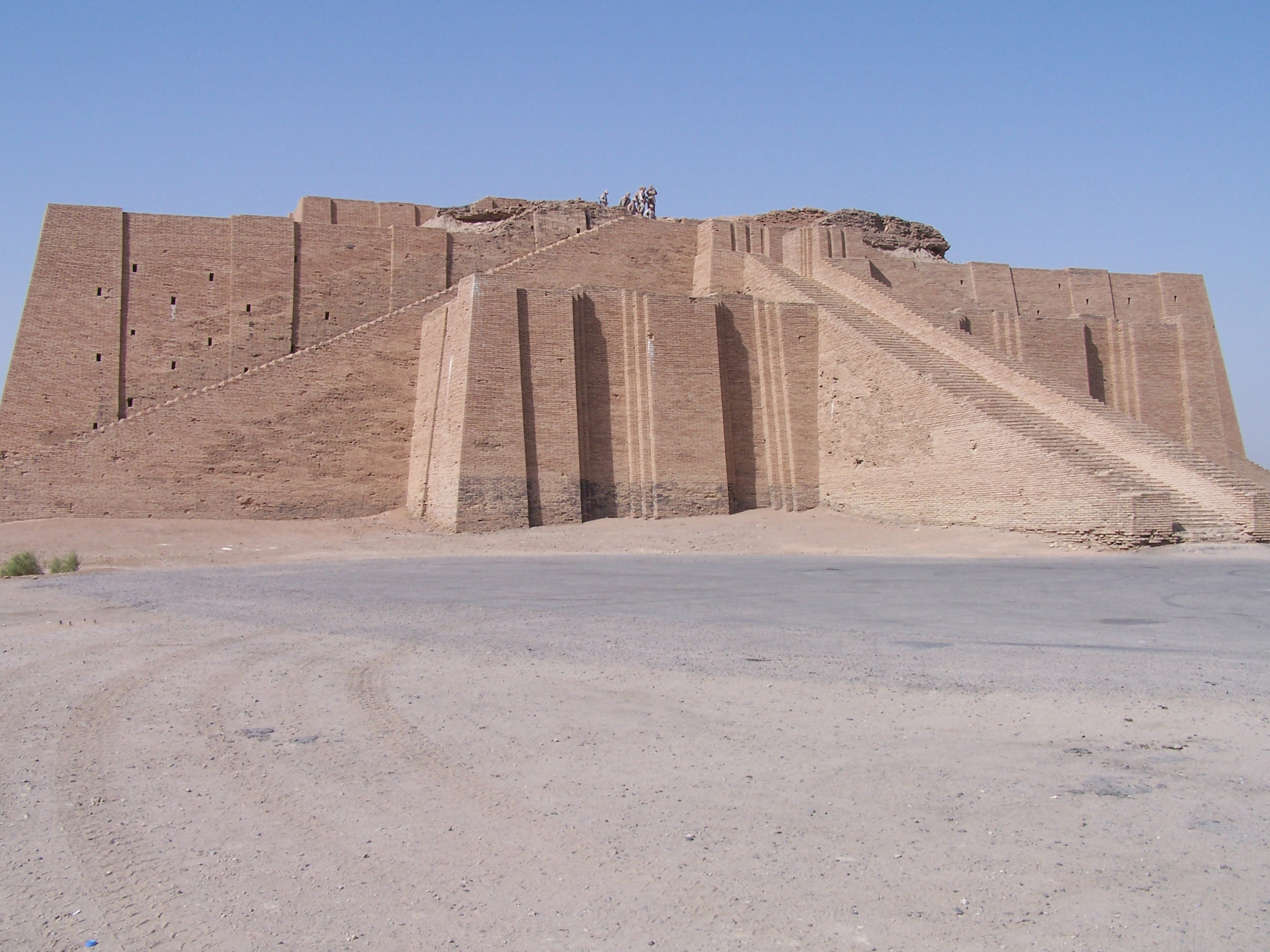
Zigurat de Mesopotamia.

A medida que las comunidades humanas evolucionaban y aumentaban, presionadas por las amenazas bélicas constantes, la primera modalidad arquitectónica en desarrollarse fue esencialmente la militar.

La segunda tipología desarrollada fue la arquitectura religiosa. La humanidad se confrontaba con un mundo poblado de dioses vivos, genios y demonios: un mundo que aún no conocía ninguna objetividad científica. El modo en que los individuos lidiaban con la transformación de su ambiente inmediato estaba por entonces muy influenciado por las creencias religiosas. Muchos aspectos de la vida cotidiana estaban basados en el respeto o en la adoración a lo divino y lo sobrenatural. El poder divino, por lo tanto, era equivalente (o aún superaba) el poder secular, haciendo que los principales edificios dentro de las ciudades fueran los palacios y los templos. Esta importancia de los edificios hacía que la figura del arquitecto estuviera asociada a los sacerdotes (como en el Antiguo Egipto) o a los propios gobernantes y que la ejecución fuera acompañada por diversos rituales que simbolizaban el contacto del hombre con lo divino.
Las ciudades marcaban una interrupción de la naturaleza salvaje, eran consideradas un espacio sagrado en medio del espacio natural. De la misma forma, los templos dentro de las ciudades marcaban la vida de los dioses en medio del ambiente humano.
Las necesidades de infraestructura de aquellas primeras ciudades también hicieron necesario el progreso técnico de las obras de ingeniería.

#### Divisiones
- Arquitectura de Mesopotamia / Sumeria
- Arquitectura egipcia
- Arquitectura asiria
- Arquitectura de Babilonia / Caldea
- Arquitectura etrusca
- Arquitectura minoica
- Arquitectura micénica
- Arquitectura egea
- Arquitectura medo-persa
- Arquitectura mesoamericana
- Arquitectura incaica
- Arquitectura caldea
- Arquitectura paleocristiana

### Antigüedad clásica

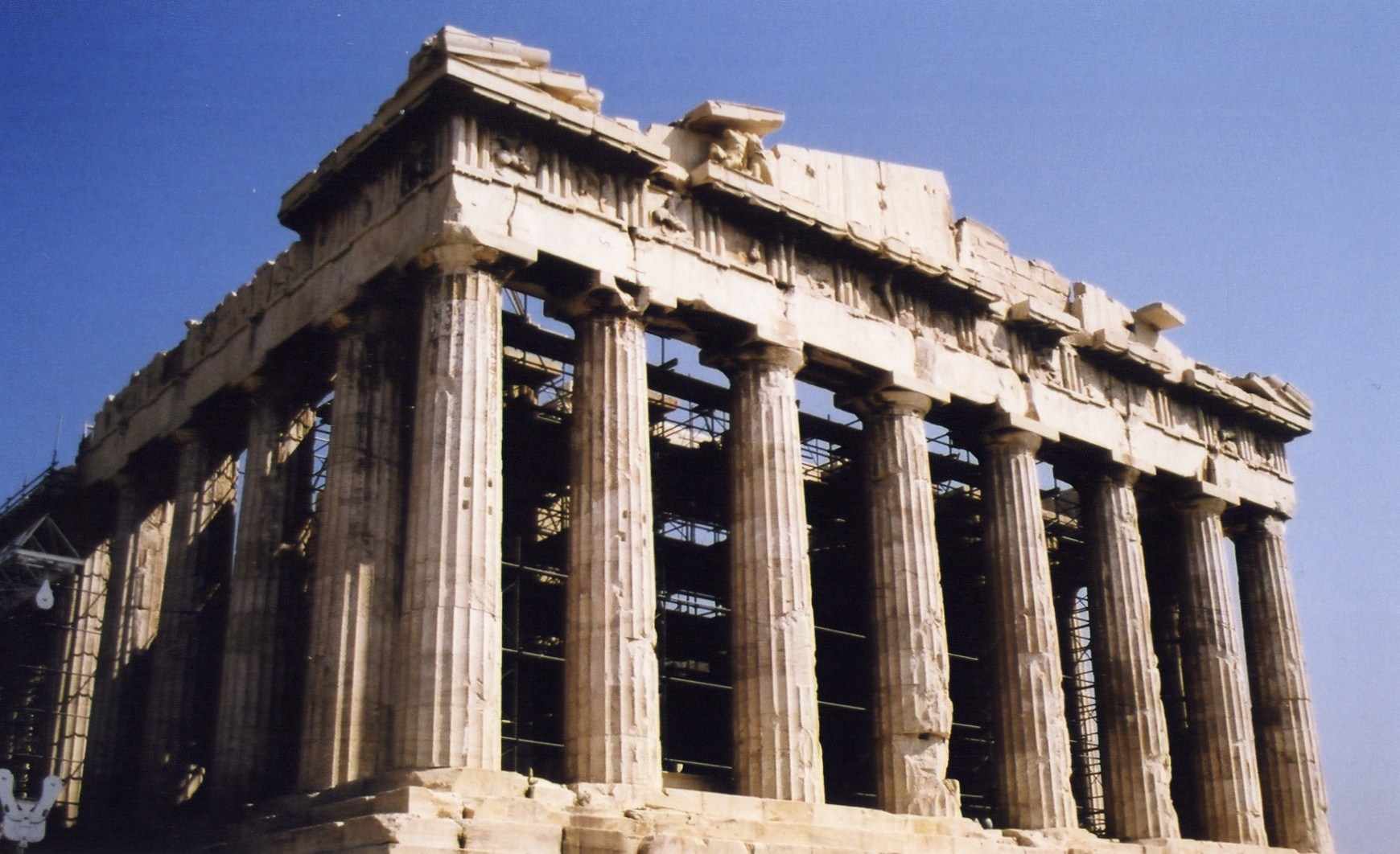
Partenón, Acrópolis de Atenas.

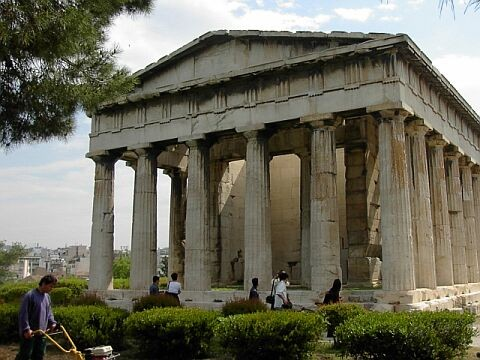
Templo de Hefesto en Atenas: arquitectura clásica griega

La arquitectura y el urbanismo practicados por los griegos y romanos se distinguía claramente de la de los egipcios y babilonios en la medida en que la vida civil pasaba a tener más importancia. La ciudad se convierte en el elemento principal de la vida política y social de estos pueblos: los griegos se desarrollaron en ciudades estado y el Imperio romano surgió de una única ciudad. El arquitecto griego Hipódamo de Mileto es considerado el primer urbanista de la historia. El ejemplo más conocido de este tipo de arquitectura corresponde a Apolodoro de Damasco.
Durante los periodos y civilizaciones anteriores, los asuntos religiosos eran ellos mismos el motivo y el mantenimiento del orden establecido; en el periodo grecorromano el misterio religioso traspasó los límites del templo-palacio y se hizo asunto de los ciudadanos (o de la polis): surge ahí la palabra política, absolutamente relacionada con la idea de ciudad.
Mientras los pueblos anteriores desarrollaron solo las arquitecturas militar, religiosa y residencial, los griegos y romanos fueron responsables del desarrollo de espacios propios a la manifestación ciudadana y de los quehaceres cotidianos: el ágora griega se definía como un gran espacio libre público destinado a la realización de asambleas, rodeado por templos, mercados y edificios públicos. El espacio del ágora se convirtió en un símbolo de la nueva visión de mundo, que incluía el respeto a los intereses comunes, e incentivador del debate entre ciudadanos, en lugar del antiguo orden despótico.
Los asuntos religiosos aún poseían un papel fundamental en la vida mundana, pero ahora fueron incorporados a los espacios públicos de la pólis. Los rituales populares eran realizados en espacios construidos para tal fin, en especial la acrópolis. Cada lugar poseía su propia naturaleza (Genius Loci), insertados en un mundo que convivía con el mito: los templos pasaron a ser construidos en la cima de las colinas (creando un marco visual en la ciudad baja y posibilitando un refugio a la población en tiempos de guerra) para estar más cerca de los cielos.

#### Divisiones
- Arquitectura griega clásica
- Arquitectura romana

### Edad Media
Arquitectura medieval es una expresión historiográfica que engloba la producción arquitectónica del arte medieval. En la arquitectura de la Edad Media se desarrollan principalmente tres estilos: el Bizantino, a que influye durante todo el período, el románico entre los siglos XI y XII, y el estilo gótico entre el siglo XII hasta el siglo XV.
Los principales hechos que influyeron la producción arquitectónica medieval fueron el enrarecimiento de la vida en las ciudades (con la consecuente ruralización y feudalización de Europa) y la hegemonía en todos los órdenes de la Iglesia católica. A medida que el poder secular se sometía al poder papal, pasaba a ser la Iglesia la que aportaba el capital necesario para el desarrollo de las grandes obras arquitectónicas. La tecnología del periodo se desarrolló principalmente en la construcción de las catedrales, estando el conocimiento arquitectónico bajo el control de los gremios.
Durante prácticamente todo el periodo medieval, la figura del arquitecto (como creador solitario del espacio arquitectónico y de la construcción) no existe. La construcción de las catedrales, principal esfuerzo constructivo de la época, es acompañada por toda la población y se inserta en la vida de la comunidad a su alrededor. El conocimiento constructivo es guardado por los gremios, que reunían decenas de maestros y obreros (los arquitectos de hecho) que conducían la ejecución de las obras pero también las elaboraban. Es el origen de las asociaciones que terminarán conociéndose como masonería (masón = albañil).

### Edad Moderna
Con el fin de la Edad Media la estructura de poder europea se modifica radicalmente. Comienzan a surgir los estados nación y, a pesar de la aún fuerte influencia de la Iglesia Católica, el poder secular vuelve al poder, especialmente con las crisis recurrentes de la Reforma Protestante.
El Renacimiento abrió la Edad Moderna, rechazando la estética y cultura medieval y proponiendo una nueva posición del hombre ante el Universo: el Antropocentrismo frente al Teocentrismo medieval. Antiguos tratados arquitectónicos romanos son redescubiertos por los nuevos arquitectos, influenciando profundamente la nueva arquitectura. La relativa libertad de investigación científica que se obtuvo llevó al avance de las técnicas constructivas, permitiendo nuevas experiencias y la concepción de nuevos espacios.
Algunas regiones italianas, en especial Florencia, debido al control de las rutas comerciales que llevaban a Constantinopla, se convierten en grandes potencias mundiales y es allí donde se desarrollaron las condiciones para la creación del arte renacentista.

#### Renacimiento
Arquitectura del Renacimiento o renacentista es aquella diseñada y construida durante el período artístico del Renacimiento europeo, que abarcó los siglos xv y xvi. Se caracteriza por ser un momento de ruptura en la historia de la arquitectura, en especial con respecto al estilo arquitectónico previo: el gótico; mientras que, por el contrario, busca su inspiración en una interpretación propia del arte clásico, en particular en su vertiente arquitectónica, que se consideraba modelo perfecto de las bellas artes.
Produjo innovaciones en diferentes esferas: tanto en los medios de producción —técnicas de construcción y materiales constructivos— como en el lenguaje arquitectónico, que se plasmaron en una adecuada y completa teorización.
Otra de las notas que caracteriza este movimiento es la nueva actitud de los arquitectos, que pasaron del anonimato del artesano a una nueva concepción de la profesionalidad, marcando en cada obra su estilo personal: se consideraban a sí mismos, y acabaron por conseguir esa consideración social, como artistas interdisciplinares y humanistas, como correspondía a la concepción integral del humanismo renacentista. Conocemos poco de los maestros de obras románicos y de los atrevidos arquitectos de las grandes catedrales góticas; mientras que no solo las grandes obras renacentistas, sino muchos pequeños edificios o incluso meros proyectos, fueron cuidadosamente documentados desde sus orígenes, y objeto del estudio de tratadistas contemporáneos.
El espíritu renacentista evoca las cualidades intrínsecas del ser humano. La idea de progreso del hombre —científico, espiritual, social— se hace un objetivo importante para el periodo. La antigüedad clásica redescubierta y el humanismo surgen como una guía para la nueva visión de mundo que se manifiesta en los artistas del periodo.
La cultura renacentista se muestra multidisciplinar e interdisciplinar. Lo que importa al hombre renacentista es el culto al conocimiento y a la razón, no habiendo para él separación entre las ciencias y las artes. Tal cultura se mostró un campo fértil para el desarrollo de la arquitectura.
La arquitectura renacentista se mostró clásica, pero no se pretendió ser neoclásica. Con el descubrimiento de los antiguos tratados —incompletos— de la arquitectura clásica —de entre los cuales, el más importante fue De architectura de Vitruvio, base para el tratado De re aedificatoria de Alberti—, se dio margen a una nueva interpretación de aquella arquitectura y su aplicación a los nuevos tiempos. Conocimientos obtenidos durante el periodo medieval —como el control de las diferentes cúpulas y arcadas— fueron aplicados de formas nuevas, incorporando los elementos del lenguaje clásico.
El descubrimiento de la perspectiva es un aspecto importante para entender el periodo —especialmente la perspectiva cónica—: la idea de infinito relacionada con el concepto del punto de fuga, fue profusamente utilizada como herramienta escénica en la concepción espacial de aquellos arquitectos. La perspectiva representó una nueva forma de entender el espacio como algo universal, comprensible y controlable mediante la razón. El dibujo se hizo el principal medio de diseño y es así como surge la figura del arquitecto singular —diferente de la concepción colectiva de los maestros de obra medievales—. Los nuevos métodos de diseñar los proyectos influyeron en la concepción espacial de los edificios, en el sentido en que las percepciones visuales podían ser controladas y enfatizadas desde puntos de vista específicos. El poder representar fielmente la realidad mediante la perspectiva, no se limitó a sólo describir las experiencias conocidas, sino también a anticiparlas posibilitando proyectar imágenes de características realistas.

#### Manierismo
La arquitectura manierista es aquella fase de la arquitectura europea que se desarrolló entre 1530 y 1610, es decir, entre el final de la arquitectura renacentista y el comienzo de la barroca.
Los historiadores consideran al manierismo como la última fase del Renacimiento, precedida por las del humanismo florentino y por el clasicismo romano; sin embargo, si las primeras dos fases son distinguibles temporalmente, no resulta tan claro con el clasicismo y el manierismo que coexistieron desde inicios del siglo XVI.

#### SiglosXVIIyXVIII
Los siglos siguientes al Renacimiento asistieron a un proceso cíclico de constante alejamiento y aproximación del ideario clásico. El Barroco, en un primer momento, potencia el descontento del Manierismo por las normas clásicas y propicia la génesis de un tipo de arquitectura inédita, aunque frecuentemente posea conexiones formales con el pasado. De la misma forma que el Barroco representó una reacción al Renacimiento, el Neoclásico, más tarde, constituirá una reacción al Barroco y a la recuperación del ideario clásico. Este periodo de dos siglos, por lo tanto, será marcado por un ciclo de dudas y certezas acerca de la validez de las ideas clásicas.

##### Arquitectura barroca
La arquitectura barroca apareció en la península itálica, en lo que hoy es Italia, en una época en que las ciudades-estado gradualmente habían ido perdiendo su independencia y estaban bajo la dominación extranjera, primero de España (1559-1713) y después de Austria (1713-1796). Se inició en Roma a principios del siglo XVII, se difundió primero por las ciudades italianas y, luego llegó al resto de Europa y América y ejerció su influencia en todo el mundo católico. Precedido por el Renacimiento y el manierismo, se desarrolló a lo largo de todo el siglo XVII, durante el período del absolutismo, y fue sucedido por el rococó y el neoclasicismo.
El barroco es liberación espacial, es liberación mental de las normas de los tratadistas, de las convenciones, de la geometría elemental y de todo lo estático; es también liberación de la simetría y de la antítesis entre espacio interno y espacio externo. Por esta voluntad de liberación, el barroco alcanza un significado psicológico que trasciende hasta la arquitectura de los siglos XVI y XVII, logrando un estado de ánimo de libertad, una actitud creadora liberada de prejuicios intelectuales y formales (Zevi, 1993, p. 93).
El término barroco, originalmente despectivo, indicaba la falta de regularidad y orden, que los defensores del neoclasicismo, influenciados por el racionalismo de la Ilustración, consideraban una indicación de mal gusto. De hecho, las características fundamentales de la arquitectura barroca, altamente decorativa y teatral, fueron las líneas curvas, con patrones sinuosos, como elipses, espirales o curvas con una construcción policéntrica, a veces con motivos que se entrelazan entre sí, para ser casi indescifrables. Todo tenía que despertar asombro y el fuerte sentido de la teatralidad empujaba a los artistas a la exuberancia decorativa, combinando pintura, escultura y estuco en la composición espacial y subrayando todo a través de sugestivos juegos de luces y sombras.

##### Arquitectura neoclásica
La arquitectura neoclásica es un estilo arquitectónico occidental que produjo el movimiento neoclásico que comenzó a mediados del siglo XVIII, por una reacción contra el estilo barroco de ornamentación naturalista así como por el resultado de algunos rasgos clasicistas nacidos en el barroco tardío. Se prolongó durante el siglo XIX, coincidiendo luego con otras tendencias, como la arquitectura historicista y el eclecticismo arquitectónico. Algunos historiadores llaman clasicismo romántico a la producción neoclásica de la primera mitad del siglo XIX, jugando con el oxímoron (oposición de términos), ya que además de coincidir con el romanticismo, estilísticamente compartía rasgos con la estética romántica, al añadir cierta expresividad y espíritu exaltado a la sencillez y claridad de las edificaciones clásicas grecorromanas.
Los factores fundamentales que influyeron en el surgir de la arquitectura neoclásica fueron los mismos que determinaron el contexto político, social y económico de la época, en la que destacan la Revolución Industrial, la crisis del Antiguo Régimen, la Ilustración, el enciclopedismo, la fundación de las Academias o el despotismo ilustrado. La Revolución Industrial modificó profundamente la forma y el ritmo de vida en las ciudades y propició nuevos adelantos técnico-constructivos y el empleo de nuevos materiales. Se buscaba dar un carácter más científico a las artes, por lo que los artistas debían ser técnicos más que inventores, e imitadores más que creadores. Ese espíritu científico llevó a considerar al arte clásico como un arte progresista, desprovisto de adornos sin sentido y que anhelaba la perfección de las leyes inmutables, sin depender de las impresiones subjetivas e imperfectas del artista. Esa nueva orientación hizo que se rechazara la última arquitectura barroca y se volvieran los ojos hacia el pasado a la búsqueda de un modelo arquitectónico de validez universal.  Nacieron movimientos de crítica que propugnaban la necesidad de la funcionalidad y la supresión del ornato en los edificios. Francesco Milizia (1725-1798) en Principi di Architettura Civile (1781) extendió desde Italia las concepciones rigoristas a toda Europa. Mientras, en Francia, el abate Marc-Antoine Laugier (1713-1769) propugnabaa en sus obras Essai sur l'Architecture (1752) y Observations sur l'Architecture (1765) la necesidad de crear un edificio en el que todas las partes tuvieran una función esencial y práctica, y en el que los órdenes arquitectónicos fueran elementos constructivos y no solo decorativos, todo ello para hacer una arquitectura verdadera: la construida con lógica. El concepto de economía relacionado con el funcionamiento de los propios edificios cambió algunos esquemas de organización espacial y hasta la propia relación entre vanos y macizos.
La Ilustración sostenía que la infelicidad del hombre se debía a la ignorancia y a la irracionalidad y por eso el camino a la felicidad era llevar la luz de la razón por medio de la educación. Aunque las primeras Academias para el estudio de las artes habían surgido en Italia ya en el siglo XVI, las fundadas en el siglo XVIII ya eran ilustradas y sirvieron como transmisoras de ideas contrarias al barroco y a favor del neoclasicismo y los diversos tratados clásicos y renacentistas de las Tres nobles artes, así como de aquellas obras de carácter técnico y científico que racionalizaban su práctica y ejecución. En ese momento el arte comienza a sufrir las consecuencias de una crítica libre, fundada en los principios éticos. La arquitectura podía ser analizada como una rama del arte social y moral y L'Encyclopédie le atribuyó la capacidad de influir en el pensamiento y en las costumbres de los hombres. Proliferaron así las construcciones que mejoraban la vida humana como hospitales, bibliotecas, museos, teatros, parques, etc., eso sí, pensadas con carácter monumental. Los arquitectos del siglo XVIII pasaron a rechazar la religiosidad intensa de la estética anterior y la exageración lujuriante del barroco, buscando una síntesis espacial y formal más racional y objetiva, pero aún no tenían una idea clara de cómo aplicar las nuevas tecnologías constructivas y estructurales en una nueva arquitectura. El neoclasicismo no pretendió, de hecho, un estilo nuevo diferente del arte clásico renacentista y fue más una reinterpretación del repertorio formal clásico y menos una experimentación de esas formas, teniendo como gran diferencia la aplicación de las nuevas tecnologías: en este periodo, antiguos materiales como la piedra y la madera pasaron a ser sustituidos gradualmente por el hormigón, y más adelante por el hormigón armado y el metal.
El enciclopedismo, el espíritu precursor de la Revolución francesa, trajo también consigo una concepción romántica de la Grecia Antigua. En la arquitectura la formación requerida implicaba el conocimiento de las fuentes antiguas tales como Vitrubio, Palladio, Vignola; por lo que se hizo uso de los repertorios formales de las arquitecturas griega y romana (e incluso de Egipto y Asia Menor). Todos los arquitectos partían de unos supuestos comunes: la racionalidad en las construcciones y la vuelta al pasado. Aunque los enfoques diferían.
Los modelos greco-romanos dieron lugar a una arquitectura monumental que reproducía frecuentemente el templo clásico para darle un nuevo sentido en la sociedad civil. El perfil de los Propileos de Atenas  sirvió al alemán Carl Gotthard Langhans para diseñar su puerta de Brandeburgo en Berlín (1789-1791), un tipo muy repetido como atestigua la entrada al Downing College de Cambridge (1806) obra del inglés William Wilkins o la posterior Gliptoteca de Múnich de Leo von Klenze. También el inglés James Stuart (1713-1788), un arquitecto arqueólogo al que se ha llamado el Ateniense, en su monumento a Lisícrates en Staffordshire, reprodujo el monumento corágico de Lisícrates en Atenas. Los hermanos Adam difundieron por toda Inglaterra un modelo decorativo para interiores con temas sacados de la arqueología; una de sus obras más representativas es Osterley Park, con una notable estancia etrusca y un clásico hall de entrada (1775-1780). Italia prefirió recrear sus modelos antiguos ya bien avanzado el siglo XVIII y en los comienzos del siglo XIX. El modelo del Panteón de Agripa en Roma se repite en un gran número de templos, como el de la Gran Madre de Dio en Turín y San Francisco de Paula en Nápoles, ambos terminados en 1831, que reproducen el pórtico octóstilo y el volumen cilíndrico del Panteón.
Otros arquitectos, los llamados utópicos, revolucionarios o visionarios, plantearon edificios basados en las formas geométricas. No despreciaron la herencia del pasado clásico y, aunque respetaron las normas de simetría y la monumentalidad, sus edificios fueron a veces el resultado de la combinación caprichosa de las formas geométricas. Étienne-Louis Boullée (1728-1799) y Claude-Nicolas Ledoux (1736-1806) encabezaron esta postura; entre la gran cantidad de proyectos no construidos merece la pena mencionarse el cenotafio para Isaac Newton, concebido por Boullée como una esfera, representación del modelo ideal, levantada sobre una base circular que había de cobijar el sarcófago del científico. Ledoux dejó edificios construidos, entre ellos una parte de la utópica ciudad industrial de las Salinas de Arc-et-Senans, de planta circular en el Franco Condado o el conjunto de la Villette en París.
Entre ambos grupos aparece una tercera opción, la de la arquitectura pintoresca, a partir de la creación de jardines ingleses en el siglo XVIII, ordenados de forma natural lejos del geometrismo del jardín francés; se valora la combinación de la naturaleza con lo arquitectónico, la inclusión en el paisaje natural de edificios que remedan las construcciones chinas, indias o medievales. Ese juego de formas caprichosas y el aprovechamiento de la luz buscaban suscitar sensaciones en el espectador. Horace Walpole (1717-1797) construyó la Strawberry Hill House (1753-1756) en las afueras de Londres, una fantasía gótica de la que su autor dijo que le había inspirado para escribir El castillo de Otranto, una novela gótica, expresión del efecto inspirador de la arquitectura. También William Chambers (1723-1796) creó un conjunto pintoresco en los Jardines de Kew (Londres) (1757-1763) con la inclusión de una pagoda china que reflejaba su conocimiento de las arquitecturas orientales.
El neoclasicismo también fue muy importante en la planificación de la ciudad, los antiguos romanos habían planificado un esquema consolidado de dirección urbana para la defensa y la comodidad civil pero el origen de este esquema se remonta a civilizaciones aún más antiguas. En su aspecto más básico, el sistema de calles de la cuadrícula, un foro central con todos los servicios de la ciudad, dos bulevares principales ligeramente más anchos y la calle diagonal eran características del diseño romano muy claro y ordenado. Las fachadas antiguas y los diseños de edificios estaban enfocados hacia estos patrones de diseño de ciudades y pretendían funcionar en proporción con la importancia de los edificios públicos.
Muchos de estos patrones de planificación urbana encontraron su camino en las primeras ciudades planificadas modernas del siglo XVIII. Los clásicos ejemplos se ven reflejados en Karlsruhe y Washington D. C. Pero esto no quiere decir que todas las ciudades planificadas y los vecindarios están diseñados alrededor de los principios neoclásicos. Los modelos contrarios se pueden observar en los diseños modernistas ejemplificados por Brasilia, el movimiento de Garden City, levittowns y el nuevo urbanismo.
- Fachada del Palacio Bourbon (1806) (hoy Asamblea Nacional), París
- Fachada al patio de Somerset House (1776-1796), Londres
- Puerta de Brandeburgo (1789-1791), de Carl Gotthard Langhans, Berlín
- Museo del Prado (1785-1819) en Madrid, obra de Juan de Villanueva
- Catedral de Kazán (1801-1811), de Andréi Voronijin, San Petersburgo

##### Estilos

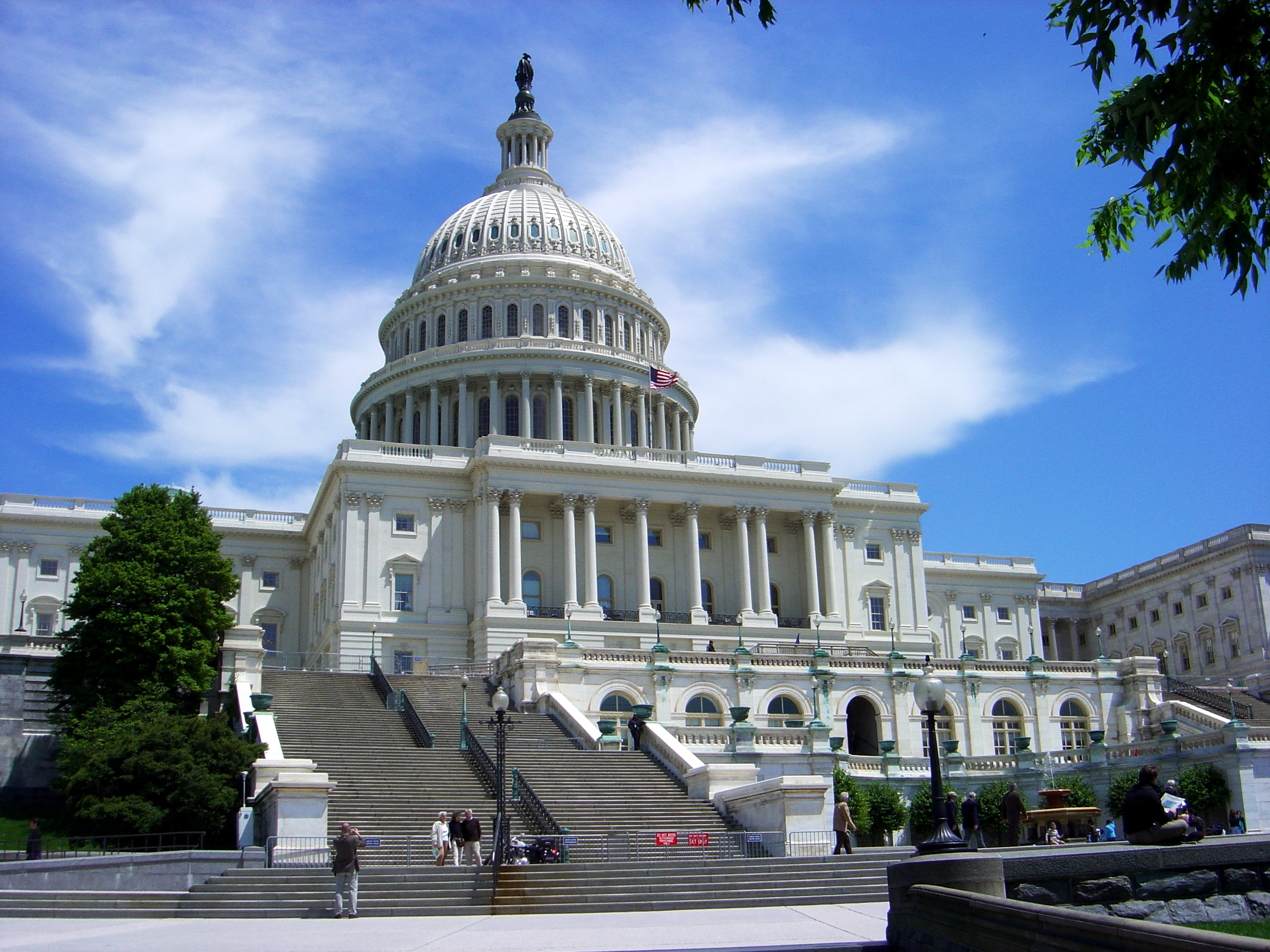
El Capitolio de Washington, ejemplo de neoclasicismo arquitectónico

- Arquitectura renacentista
- Arquitectura barroca
- Arquitectura rococó
- Arquitectura neoclásica
- Arquitectura virreinal española

### Edad Contemporánea
La arquitectura que surge con la Edad Contemporánea irá, en mayor o menor grado, a reflejar los avances tecnológicos y las paradojas socioculturales generadas por el advenimiento de la Revolución industrial. Las ciudades pasan a crecer de modo desconocido anteriormente y nuevas demandas sociales relativas al control del espacio urbano deben ser respondidas por el Estado, lo que acabará llevando al surgimiento del urbanismo como disciplina académica. El papel de la arquitectura (y del arquitecto) será constantemente cuestionado y nuevos paradigmas surgen: algunos críticos alegan que surge una crisis en la producción arquitectónica que permea todo el siglo XIX y solamente será resuelta con la llegada de la arquitectura moderna.

#### SigloXIX

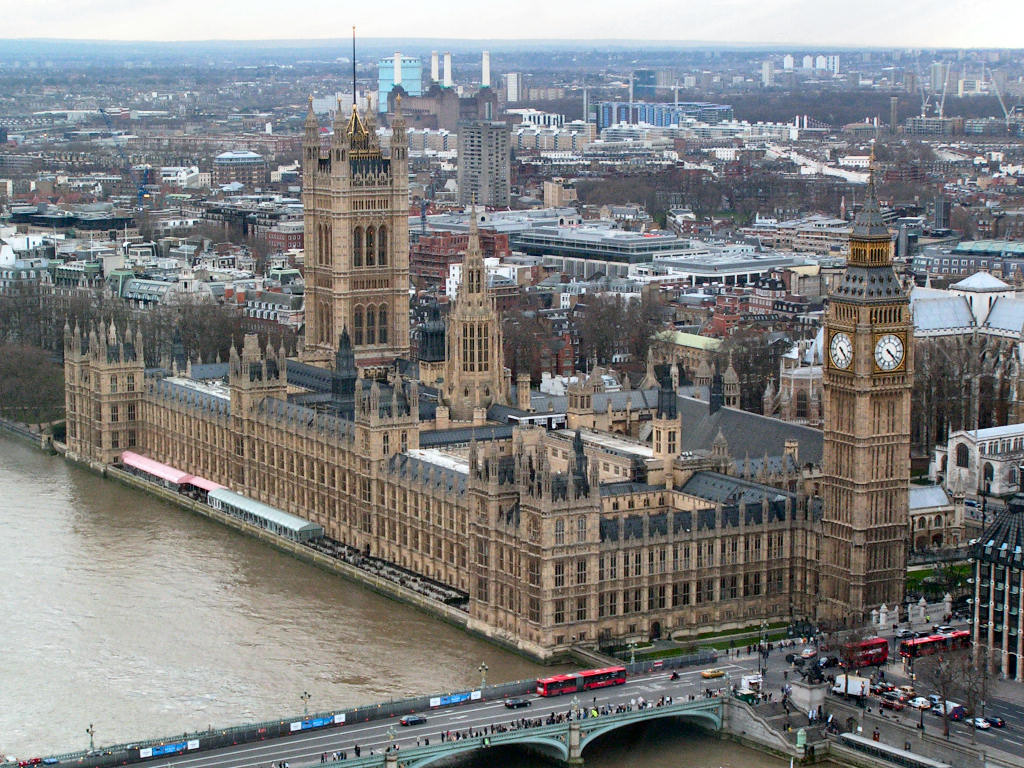
El Parlamento inglés es una de las obras más conocidas de la arquitectura neogótica inglesa

Todo el siglo XIX asistirá a una serie de crisis estéticas que se traducen en los movimientos llamados historicistas: bien por el hecho de que las innovaciones tecnológicas no encuentren en aquella contemporaneidad una manifestación formal adecuada, bien por diversas razones culturales y contextos específicos, los arquitectos del periodo veían en la copia de la arquitectura del pasado y en el estudio de sus cánones y tratados un lenguaje estético legítimo.
El primero de estos movimientos fue el ya citado Neoclásico, pero también va a manifestarse en la arquitectura neogótica inglesa, profundamente asociada a los ideales románticos nacionalistas. Los esfuerzos historicistas que tuvieron lugar principalmente en Alemania, Francia e Inglaterra por razones ideológicas, vendrían más tarde a transformarse en un mero conjunto de repertorios formales y tipológicos diversos, que evolucionarían hacia el Eclecticismo, considerado por muchos como el más formalista entre todos los estilos historicistas.
La primera tentativa de respuesta a la cuestión tradición x industrialización (o entre las artes y los oficios) se dio con el pensamiento de los románticos John Ruskin y William Morris, proponentes de un movimiento estético que fue conocido justamente con el nombre de Arts & Crafts (cuya traducción literal es "artes y oficios"). El movimiento propuso la investigación formal aplicada a las nuevas posibilidades industriales, viendo en el artesano una figura a destacar: para ellos, el artesano no debería extinguirse a causa de la industria, sino hacerse su agente transformador, su principal elemento de producción. Con la disolución de sus ideales y la dispersión de sus defensores, las ideas del movimiento evolucionaron, en el contexto francés, hacia la estética del Art nouveau, considerado el último estilo del siglo XIX y el primero del siglo XX.

##### Estilos
- Arquitectura historicista
- Arquitectura del hierro y Arquitectura de cristal
- Arquitectura ecléctica
- Arts & Crafts
- Modernismo o Art nouveau
- Escuela de Chicago

#### SigloXX: arquitectura "moderna" y "contemporánea"

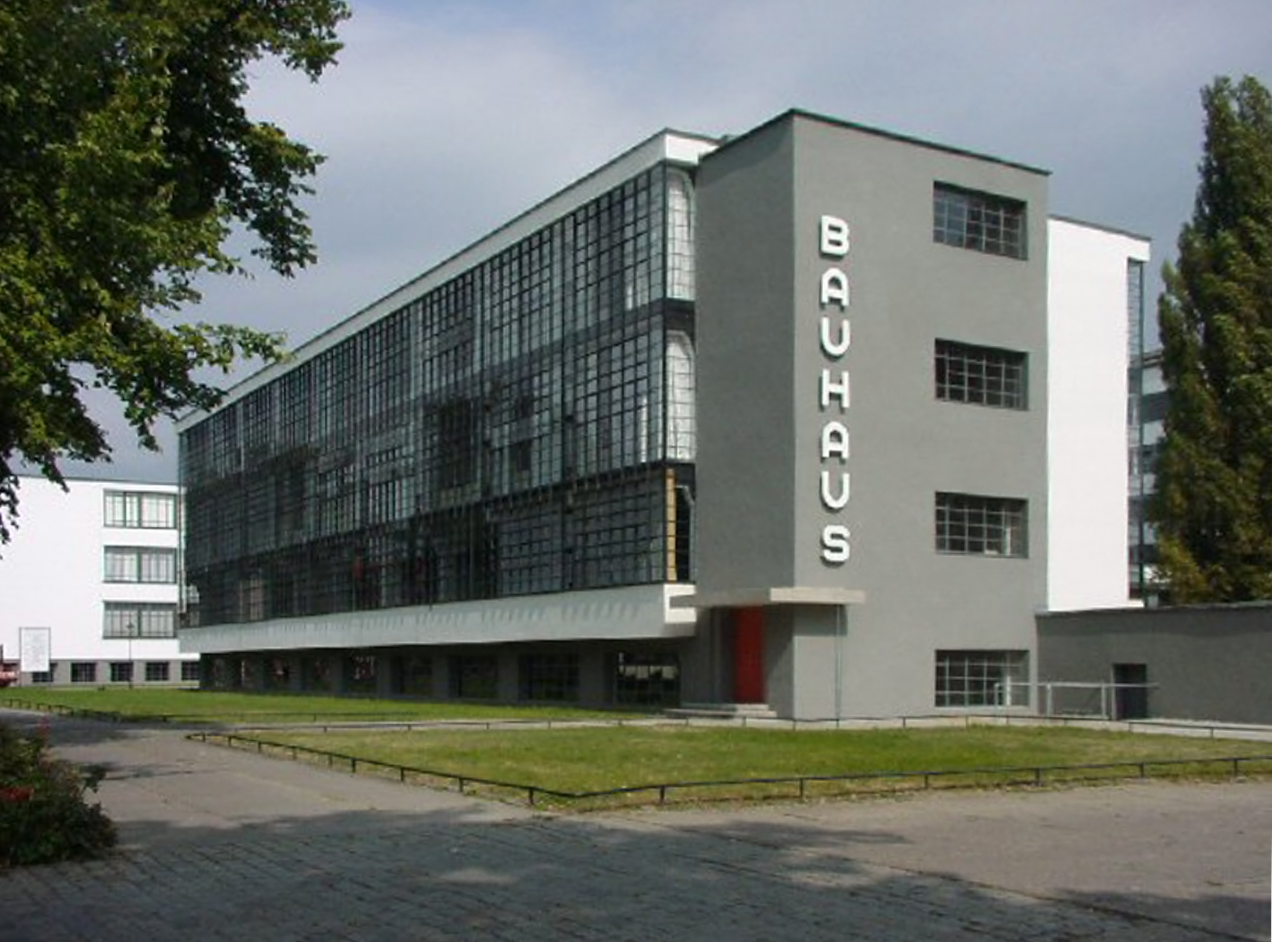
La arquitectura moderna de la Bauhaus

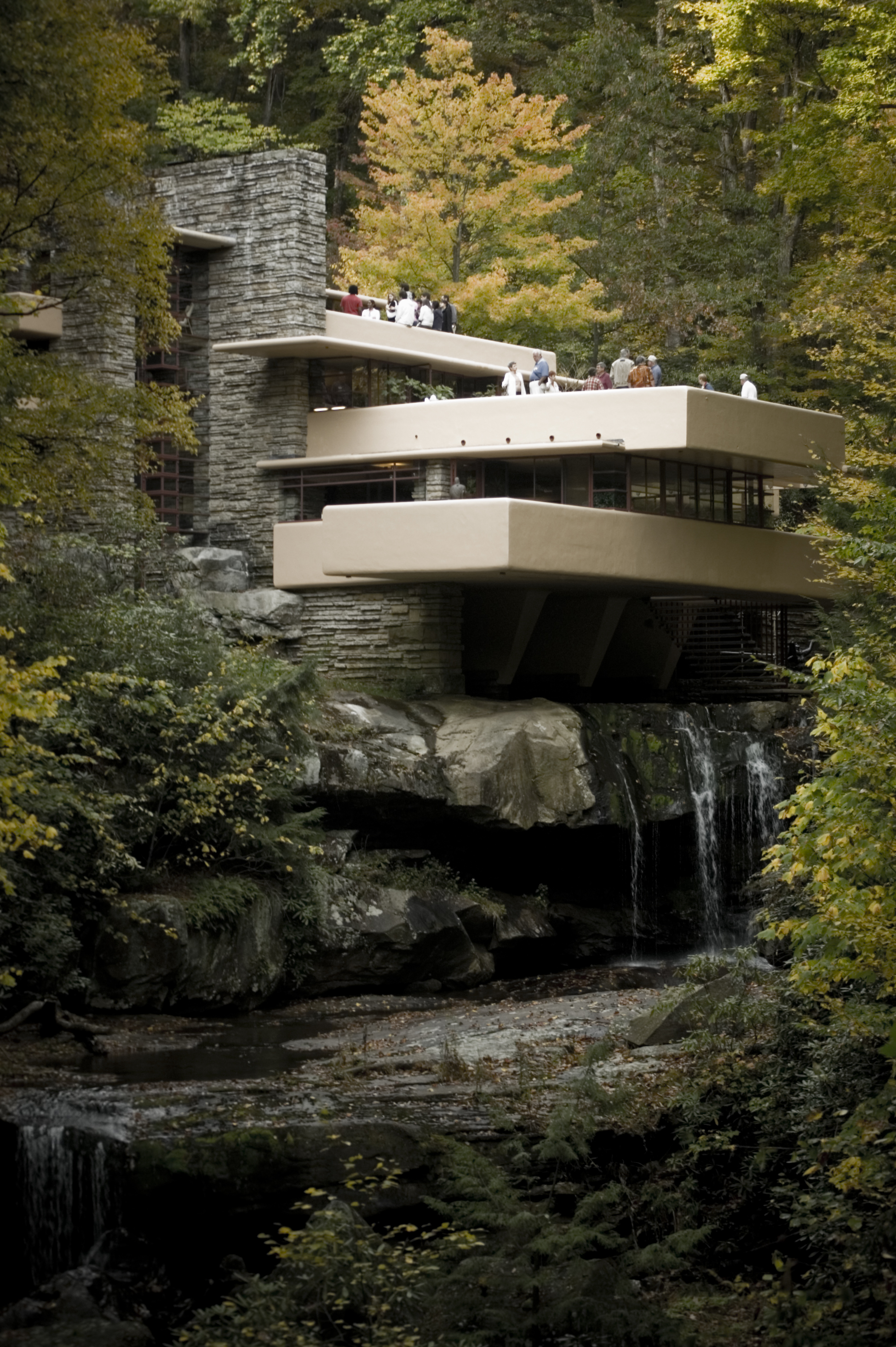
La Casa de la Cascada, de Frank Lloyd Wright, un icono de la arquitectura orgánica

Tras las primeras décadas del siglo XX se hizo muy clara una distinción entre los arquitectos que estaban más próximos de las vanguardias artísticas en curso en Europa y aquellos que practicaban una arquitectura conectada a la tradición (en general de características historicistas, típica del eclecticismo). Aunque estas dos corrientes estuvieran, en un primer momento, llenas de matices y medios términos, con la actividad "revolucionaria" propuesta por determinados artistas, y principalmente con la actuación de los arquitectos conectados a la fundación de la Bauhaus en Alemania, con la Vanguardia rusa en la Unión Soviética y con el nuevo pensamiento arquitectónico propuesto por Frank Lloyd Wright en los EE. UU., la diferencia entre ellas queda nítida y el debate arquitectónico se transforma, de hecho, en un escenario poblado de partidos y movimientos caracterizados.
La renovación estética propuesta por las vanguardias (especialmente por el cubismo, el neoplasticismo, el constructivismo y la abstracción) en el campo de las artes plásticas, se abre el camino para una aceptación más natural de las propuestas de los nuevos pensamientos arquitectónicos. Estas propuestas se basaban en la creencia en una sociedad regulada por la industria, en la cual la máquina surge como un elemento absolutamente integrado en la vida humana y en la cual la naturaleza no está solo dominada, sino que también se proponen nuevas realidades distintas de la natural.
De una forma general, las nuevas teorías que se discuten acerca del Arte y del papel del artista ven en la industria (y en la sociedad industrial cómo uno todo) la manifestación máxima de todo el trabajo artístico: artificial, racional, preciso, finalmente, moderno. La idea de modernidad surge como un ideario conectado a una nueva sociedad, compuesta por individuos formados por un nuevo tipo de educación estética, gozando de nuevas relaciones sociales, en la cual las desigualdades fueron superadas por la neutralidad de la razón. Este conjunto de ideas ve en la arquitectura la síntesis de todas las artes, visto que es ella quien define y da lugar a los acontecimientos de la vida cotidiana. Siendo así, el campo de la arquitectura abarca todo el ambiente habitable, desde los utensilios de uso doméstico hasta toda la ciudad: para el arte moderno, no existe más la cuestión artes aplicados x artes mayores (todas ellas están integradas en un mismo ambiente de vida).
La denominada arquitectura moderna o movimiento moderno será, por lo tanto, caracterizada por un fuerte discurso social y estético de renovación del ambiente de vida del hombre contemporáneo. Este ideario está formalizado con la fundación y evolución de la escuela alemana Bauhaus: de ella salen los principales nombres de esta arquitectura. La búsqueda de una nueva sociedad, naturalmente moderna, era entendida como universal: de esta manera, la arquitectura influida por la Bauhaus se caracterizó como algo considerado internacional (de ahí la corriente de pensamiento asociada a ella es llamada Estilo Internacional, título que viene de una exposición promovida en el MoMA de Nueva York).

##### La segunda mitad del siglo
La arquitectura practicada en las últimas décadas, desde la segunda mitad del siglo XX, viene caracterizada, de forma general, como una reacción a las propuestas del movimiento moderno: unas veces los arquitectos actuales releen los valores modernos y proponen nuevas concepciones estéticas (lo que eventualmente se caracterizará como una actitud llamada "neomoderna"); otras proponen proyectos de mundo radicalmente nuevos, buscando presentar proyectos que, ellos mismos, sean paradigmas antimodernistas, conscientemente despreciando los criticados dogmas del modernismo.
Las primeras reacciones negativas a la excesiva dogmatización de la arquitectura moderna propuso a inicios del siglo XX, surgieron, de una forma sistémica y rigurosa, alrededor de la década de 1970, teniendo en nombres como Aldo Rossi y Robert Venturi sus principales exponentes (aunque teóricos cómo Jane Jacobs hayan promovido críticas intensas, aunque aisladas, a la visión de mundo del Movimiento Moderno ya en los años 50, especialmente en el campo del Urbanismo).

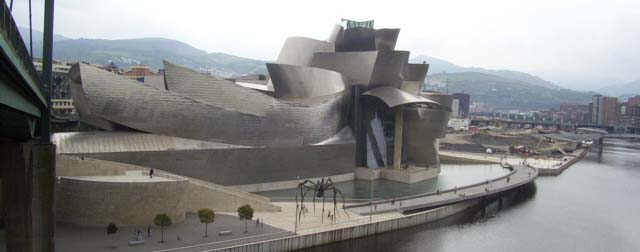
Museo Guggenheim de Bilbao, arquitectura de Frank Gehry

La crítica antimoderna, que en un primer momento se restringió a especulaciones de orden teórico académicas, inmediatamente ganó experiencia práctica. Estos primeros proyectos están conectados de forma general a la idea de la revitalización del "referente histórico", colocando explícitamente en jaque los valores antihistoricistas del Movimiento.
Durante la década de 1980 la revisión del espacio moderno evolucionó hacia su total deconstrucción, a partir de estudios influidos especialmente por corrientes filosóficas como el Deconstructivismo. A pesar de ser muy criticada, esta línea de pensamiento estético se mantuvo en los estudios teóricos y en la década de 1990 sedujeron al gran público y se hicieron sinónimo de una arquitectura de vanguardia. Nombres como Rem Koolhaas, Peter Eisenman y Zaha Hadid están conectados a este movimiento. El arquitecto estadounidense Frank Gehry, a pesar de estar clasificado en gran media como arquitecto deconstructivista, ha sido criticado por los propios miembros del movimiento. 
A pesar de las tentativas de clasificar las varias corrientes de la producción contemporánea, no hay de hecho un grupo pequeño de "movimientos" o "escuelas" que reúna sistemáticamente las varias opciones que ha sido hechas por arquitectos alrededor de todo el mundo.
Sintéticamente, se puede decir que la arquitectura continuamente presentada por los medios especializados como representativa del actual momento histórico (o, por otro lado, como una producción de vanguardia) puede ser resumida en cuatro o cinco grandes bloques, pero ellos no serían la reproducción fiel de la verdadera producción arquitectónica cotidiana, vivida alrededor de todo el mundo.

##### Estilos
- Primera mitad del siglo:
  - Art decó
  - Arquitectura moderna
    - Bauhaus
    - Constructivismo ruso
    - Arquitectura orgánica
    - Racionalismo (arquitectura)
    - Arquitectura brutalista
    - Realismo socialista

- Segunda mitad del siglo hasta la actualidad:
  - Arquitectura postmoderna
  - Arquitectura Metafórica
  - Arquitectura deconstructivista
  - Arquitectura High Tech
  - Arquitectura biónica
  - Arquitectura cuántica
  - Deconstructivismo
  - Arquitectura sustentable

## Tratadistas de arquitectura

### Italia
- Marco Vitruvio Polión: De architectura (23-27 a. C.)
- Leon Battista Alberti (1404-1472): De re aedificatoria (1552);
- Antonio Averlino, llamado Filarete (c. 1400 - c. 1469), Trattato d'architettura, ha. 1465
- Cesare di Lorenzo Cesariano (1476/78-1543)
- Sebastian Serlio (1475 - ca. 1554)
- Iacomo Barozzi, conocido como Jacopo Barozzi de Vignola (1507-1573)
- Pietro Cataneo (ca.1510 - ca.1574): I quattro primi libri di architettura (1554 y ampliado en 1567)
- Daniele Barbaro (1514-1570)
- Andrea di Pietro della Góndola, llamado Andrea Palladio (1508-1580)
- Vincenzo Scamozzi (1548-1616)
- Domenico de'Rossi (1659-1730)
- Giovanni Battista Piranesi (1720-1778)
- Francesco Milizia (1725-1798)
- Giovanni Batista Cipriani (1727-1785)
- Aldo Rossi (1931-1997)

### Francia
- Villard de Honnecourt (1200-1250): Livre de portraiture, entre 1220 y 1240;
- Jean Martin (nace en París, fallece en 1553);
- Philibert de l'Orme (ca. 1514-1570): Nouvelles inventions pour bien bastir et à petits frais (1561) y Le premier tome de l'Architecture (1567);
- Pierre Le Muet (1591-1669);
- Roland Fréart de Chambray (1606-1676): Parallèle de l'architecture antique avec la moderne (1650);
- Claude Perrault (1613-1688): Les dix livres d¨architecture de Vitruve, corrigez et traduits nouvellement en Français (1673);
- François Blondel (1618-1686): Cours d'architecture enseigné à l'Académie royale d'architecture (1675);
- Augustin Charles D'Aviler (1653-1701);
- Jean-Louis de Cordemoy, conocido como abate Cordemoy (1655 - 1714): Nouveau Traité de toute l’architecture (1706);
- Jacques-François Blondel (1705-1774): Cours d'architecture ou traité de la décoration, distribution et constructions des bâtiments (1771-1777);
- Marie-Joseph Peyre (1730-1785), Œuvres d'architecture de Marie-Joseph Peyre ancien pensionnaire de l'académie de Rome - Nouvelle édition, augmentée d'un Discours sur les monumens des anciens comparés aux nôtres et sur leur manière d'employer les colonnes (disponible en Gallica);
- Claude-Nicolas Ledoux (1736-1806): L'Architecture considérée sous le rapport de l'art, des mœurs et de la législation (París, 1804);
- Jean-Nicolas-Louis Durand (1760-1834): Précis des leçons d’architecture données à l’École royale polytechnique (pub. Chez l'auteur; 1809);
- Jean-Baptiste Rondelet (1743-1829): Traité théorique et pratique de l'art de bâtir, 7 volúmenes, 1817 (disponible en Gallica) ;
- Guillaume Abel Blouet (1795-1853);
- Eugène Emmanuel Viollet-le-Duc (1814-1879): Dictionnaire de l'architecture française du XIe au XVIe siècle (1854-1868) y Entretiens sur l'architecture (1863-1872).
- Tony Garnier (Lyon 1869-1948): La Cité Industrielle (1901);
- Charles Édouard Jeanneret-Gris, conocido como Le Corbusier (1887-1965): Vers une architecture [Hacia una arquitectura, París 1923], Ville radieuse (Boulogne, 1935), Quand les cathédrales étaient blanches [Cuando las catedrales eran blancas, París 1937], Le modulor, Boulogne 1950.

#### Tratados históricos de puentes
- 1860. Georges-Léon Piarron de Mondésir. Calcul des ponts métalliques
- 1865. Edouard-Charles-Romain Collignon. Ponts métalliques
- 1870. Jules-Etienne-Juvénal Dupuit. Traité de l'équilibre des voûtes
- 1870. Paul Regnauld. Ponts et viaducs
- 1875. Alphonse Debauve. Manuel de l'ingénieur des ponts
- 1882. Maurice Maurer. Statique graphique. Texto y Láminas
- 1887. André-Marius Pascal. Ponts métalliques
- 1890. J. Chaix. Ponts en maçonnerie. T. 1 y T. 2
- 1890 ca.. J. Dubosque. Murs de soutènement, ponts et viaducs
- 1810. Joseph Balthasar Bérard. Statique des voûtes
- 1813. Bernard Forest Belidor. La science des ingénieurs (ed. Navier)
- 1822. Louis-Charles Boistard. Recueil d'expériences et d'observations
- 1830. Claude-Louis-Marie-Henri Navier. Mémoire sur les ponts suspendus
- 1839. Joseph-Matthieu Sganzin. Cours des constructions
- 1841. Charles-Louis-Gustave Eck. Traité de l'application du fer
- 1843. Émiland-Marie GAUTHEY. Traité de la construction des ponts. T. 1
- 1843. Émiland-Marie GAUTHEY. Traité de la construction des ponts. T. 2
- 1857. Léon Molinos. Traité des ponts métalliques
- 1858. Joseph Alphonse Adhémar. Ponts biais en bois

### Inglaterra
- John Shute (+1563)
- Henry Wotton (1568-1639)
- Colen Campbell (1676-1729)
- James Gibbs (1682-1754)
- Robert Morris (1701-1754)
- Isaac Ware (1707-1766)
- William Chambers (1723-1796)
- August Welly Pugin (1812-1852)
- Ebenezer Howard (1850-1928).
- Asociación de Arquitectura de Londres, conocido como Archigram (creado en la década de 1960)

#### Tratados históricos de puentes
- 1801. George Atwood. Dissertation on Arches
- 1804. George Atwood. Dissertation on arches. Supplement
- 1809. Samuel Ware. On arches and their abutments
- 1811. Thomas Pope. Treatise on bridge architecture
- 1824 [1817]. Thomas Young. Bridge (Encyclopaedia Britannica)
- 1830. Thomas Telford. Bridge (Edinburgh Encyclopaedia)
- 1843. John Weale. Theory of bridges. Text. V.1, Text. V.2 y Lám. V.3
- 1851. Peter Barlow. Treatise on the strength of timber
- 1893. Thomas Claxton FIDLER, (1841-1917). Practical treatise on bridge‑construction

### Alemania
- Walther Rivius o Ryff (1500-1548)
- Hans Blum (ca. 1520-1552)
- Wendel Dietterlin (1550-1599)
- Joseph Furttenbach el Viejo (1591-1667)
- Abraham Leuthner von Grundt (1639-1701)
- Paulus Decker (1677-1713)
- Johann Bernhard Fischer von Erlach (1656-1723)
- Friedrich Weinbrenner (1766-1826)
- Karl Friedrich Schinkel (1781-1841)
- Leo von Klenze (1784-1864)
- Christian Carl Josias Bunsen (1791-1860), Johann Gottfried Gutensohn (1792-1851), Johann Michael Knapp (1791-1861)
- Heinrich Hübsch (1795-1863)
- Gottfried Semper (1803-1879)
- Friedrich Hoffstadt (1802-1846)
- Carl Alexander Heideloff (1789-1865)
- Georg Gottlob Ungerwitter (1820-1864)
- Bruno Julius Florian Taut, conocido como Bruno Taut (Königsberg, 1880-1938)
- Walter Adolph Georg Gropius, conocido como Walter Gropius (Berlín 1883-1969)
- Paul Schmitthenner (Louterbourg 1884-1972)

#### Tratados históricos de puentes
- 1726. Jakob Leupold. Theatrum Pontificiale
- 1766. Caspar Walter. Brücken‑Bau
- 1904. Theodor Landsberg. Der Brückenbau

### España
- 1506: Diego de Sagredo. Medidas del Romano.
- 1585. Juan de Arfe y Villafañe. De varia commensuracion
- 1596-1605: Juan Bautista Villalpando. Ezechielem explanationes et Apparatus Urbis, ac Templi Hierosolymitani (conjuntamente con Jerónimo de Prado sobre la reconstrucción del Templo de Salomón);
- 1598. Cristóbal de Rojas. Teórica y práctica de fortificación

- circa 1600. Alonso de Vandelvira. Libro de cortes de piedra
- 1633. Diego López de Arenas. Compendio de carpintería de lo blanco
- 1639. Fr. Lorenzo de San Nicolás, (O.A.R.). Arte y uso de arquitectura
- 1661. Juan de Torija. Tratado de todo género de bóvedas
- 1663 [1664]. Fr. Lorenzo de San Nicolás, (O.A.R.). Segunda Parte del Arte y uso de arquitectura
- 1727. Tomás Vicente Tosca. Tratado de la montea y cortes de cantería
- 1738. Athanasio Genaro Brizguz y Bru. Escuela de arquitectura civil
- 1747. Juan García Berruguilla. Práctica de las resoluciones de la geometría
- 1760. Juan de Torija. Ordenanzas de la Villa de Madrid
- 1763. Christian Rieger. Elementos de arquitectura civil
- 1766. Antonio Plo y Camín. El Arquitecto práctico
- 1766. Diego de Villanueva. Papeles críticos de Arquitectura
- 1776. Joaquín de Sotomayor Cisneros y Sarmiento. Modo de hacer incombustibles los edificios
- 1795. Mr. Simonin. Tratado de los cortes de cantería
- 1796. Benito Bails. Arquitectura civil
- 1802. Benito Bails. Diccionario de Arquitectura civil
- 1841. Manuel Fornés y Gurrea. Práctica del arte de edificar
- 1846. Manuel Fornés y Gurrea. Álbum de proyectos de Arquitectura
- 1848. Mariano Matallana. Vocabulario de Arquitectura civil
- 1857. Manuel Fornés y Gurrea. Práctica del arte de edificar (2a. ed.)
- 1859. P. C. Espinosa. Manual de construcciones de albañilería
- 1876. Eduardo de Mariátegui. Glosario de Arquitectura y de sus artes auxiliares
- 1879. Ricardo Marcos y Bausá. Manual del albañil
- 1887. Jules Adeline. Vocabulario de términos de Arte
- 1898. Florencio Ger y Lobez. Tratado de construcción civil
- 1899. Luis Gaztelu. Carpintería de armar
- 1915. Florencio Ger y Lobez. Tratado de construcción civil (2a. ed.)
- 1927. Jean Etienne Casimir Bárberot. Tratado práctico de edificación
- 1830, 1835. Charles Dupin, barón. Geometría y mecánica de las artes y oficios
- 1840. José Planella y Coromina. Arte de la perspectiva
- 1841. Celestino del Pieĺago. Arquitectura hidráulica
- 1848. John Millington. Elementos de arquitectura. Tomo I
- 1858. Royer de Fontenay. Manual de construcciones rústicas
- 1864. Manuel Miquel y Lucuy. Lecciones de corte de piedras
- 1870. Nicolás Valdés. Manual del ingeniero y arquitecto
- 1875. José Antonio Rebolledo. Construcción general
- 1877. Bernardo Portuondo. Lecciones de arquitectura
- 1879. Marcelino García López. Manual del carpintero y ebanista
- 1884. Antonio Sánchez Pérez. Manual del cantero y marmolista
- 1885. Manuel Pardo. Materiales de construcción
- 1890. Eugenio Plá y Rave. Tratado de maderas de construcción
- 1890ca. Francisco Nacente. El constructor moderno
- 1893, 1895. Federico Arias y Scala. Carpintería antigua y moderna
- 1897, 1899. Antonio Rovira y Rabassa. Estereotomía de la piedra
- 1900. Antonio Rovira y Rabassa. El hierro sus cortes y enlaces
- 1900. Antonio Rovira y Rabassa. La madera y su estereotomía

#### Tratados históricos de puentes
- 1859. Eduardo Saavedra. Lecciones de resistencia de materiales
- 1864. Eduardo Saavedra. Teoría de los puentes colgados
- 1895. Domingo de Lizaso y Azcárate. Manual empleo material de puentes
- 1896. Luis Gaztelu. Cálculos de estabilidad de puentes
- 1899. Juan Calvo Escrivá. Puentes levadizos

### EE. UU. de Norteamérica
- Samuel McIntire (16 de enero de 1757 - 6 de febrero de 1811)
- Robert Venturi (Filadelfia 1925-2018)
- Henry-Russell Hitchcock (1903-1987)
- Philip Johnson (Cleveland, Ohio 1906-2005)
- Frank Lincoln Wright, conocido como Frank Lloyd Wright (Richland Center, Wisconsin, 1867-1959)
- Denise Lakofski, conocida como Denise Scott Brown, (nacida en Nkana, Rodesia 1931 - ) esposa de Robert Venturi.
- Steven Izenour (New Haven, 1940-2001) socio de Robert Venturi.
- Charles Jencks (Baltimore, 1939 -)

### Países Bajos
- Remmet Koolhaas, conocido como Rem Koolhaas (Róterdam 1944 -)

### Japón
- Kishō Kurokawa (Nagoya, Aichi, 1934 y 2007) uno de los fundadores del Movimiento Metabolista.

## Otras tradiciones arquitectónicas

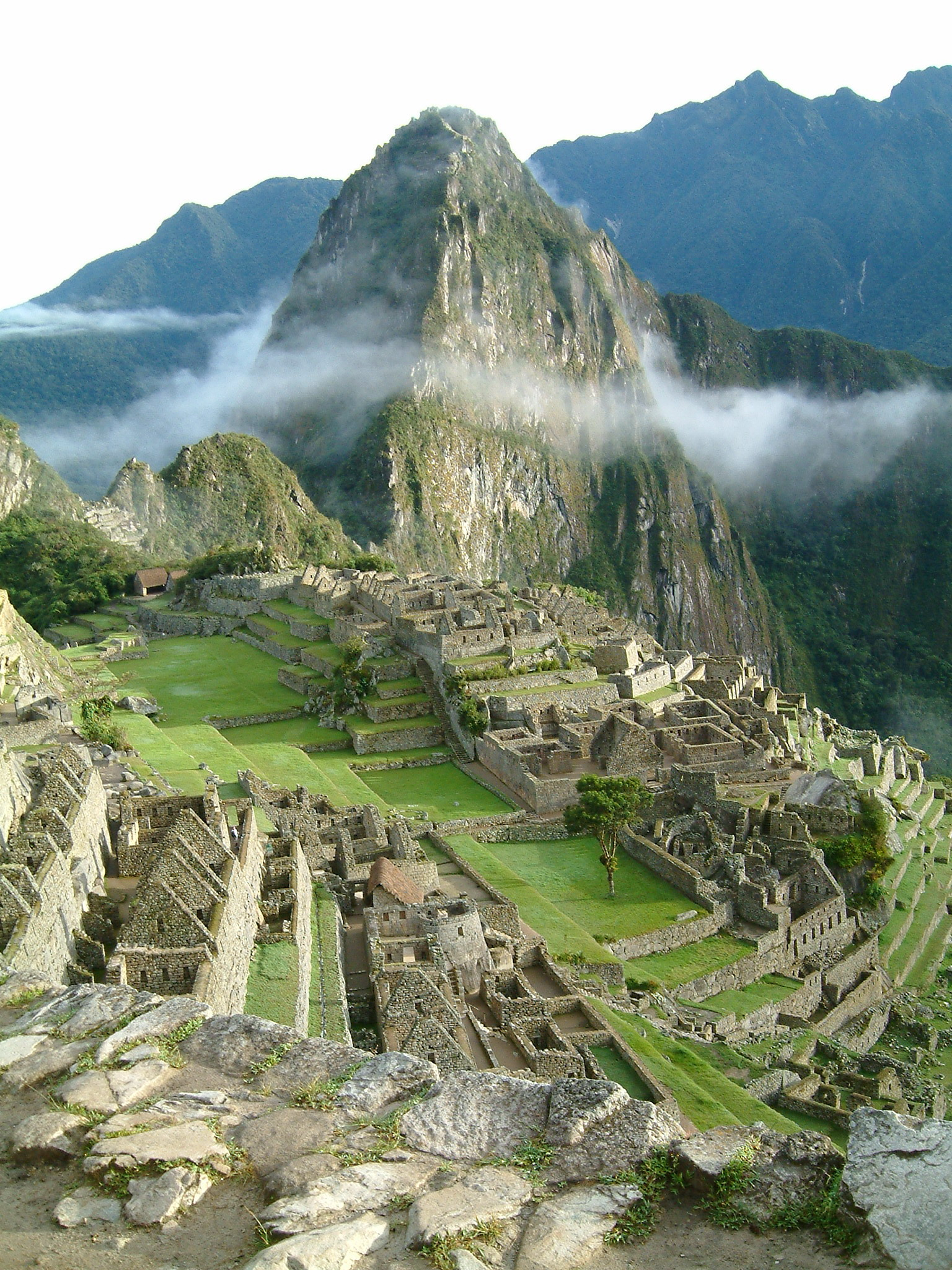
Machu Picchu, ejemplo de arquitectura inca.

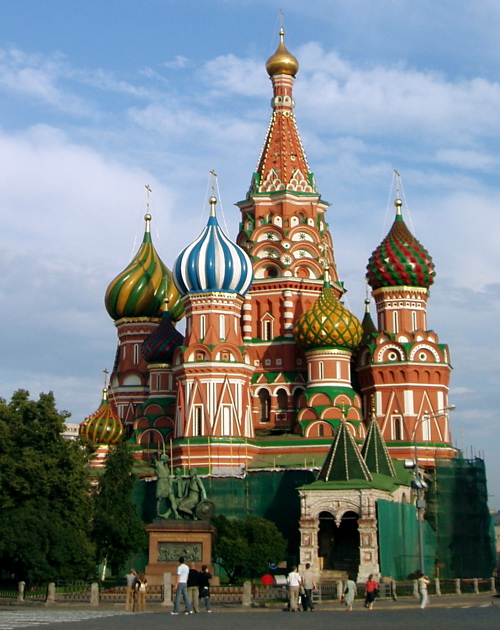
Catedral de San Basilio. Obra de Póstnik Yákovlev, 1555-1561.

Cualquier cultura o civilización humana tiene su propia tradición arquitectónica que implica diferentes maneras de pensar, ordenar y crear estructuras o espacios físicos derivadas de las peculiaridades del ambiente físico en el que se desarrollaron (clima, materiales de construcción...) como del ambiente cultural (historia, religión, estructura social, tecnologías...)
- Arquitectura de Asia Septentrional
  - Arquitectura rusa
- Arquitectura de Asia Occidental
  - Arquitectura islámica
  - Arquitectura persa
- Arquitectura de África
  - Arquitectura de África
- Arquitectura de Asia Meridional
  - Arquitectura india
  - Arquitectura bengalí
- Arquitectura de Asia Oriental
  - Arquitectura camboyana
  - Arquitectura china
  - Arquitectura japonesa
  - Arquitectura mogol
  - Arquitectura del Sudeste Asiático
- Arquitectura precolombina
  - Arquitectura azteca
  - Arquitectura inca
  - Arquitectura maya
- Arquitectura en América
  - Arquitectura andina
  - Arquitectura incaica
  - Arquitectura mesoamericana
- Arquitectura vernácula